# テラ (キングダム ハーツ)
テラ（Terra）は、スクウェア・エニックスのコンピュータゲーム『キングダム ハーツ シリーズ』に登場する架空のキャラクターである。
声優は日本版では置鮎龍太郎、北米版ではジェイソン・ドーリングが務める。

## 概要
『キングダム ハーツII』『キングダム ハーツII ファイナルミックス』のシークレットムービーに登場した鎧の男。本編での初登場は『キングダム ハーツII ファイナルミックス』で、その時の名前は「留まりし思念」である。ディズニーキャッスルに出現した謎の扉の奥にある荒野にいるキーブレード使い。普段はキーブレードを地に突き立てた状態で鎮座しており、外見はマントを付けた鎧姿。
『キングダム ハーツ バース バイ スリープ』に登場するマスター・エラクゥスの元で修行する三人の弟子のうちの一人であり、「旅立ちの地」で修行を積んでいるキーブレード使い。初期装備はアースシェイカーというキーブレード。物語最終盤のあるイベントでは強制的にガイアベインが装備される。
夢はキーブレードマスターになる事で、同時にそれは親友であるアクア、ヴェントゥスの夢でもある。落ち着いた雰囲気を持ち真面目かつ実直な性格で、内面は正義感が強く熱い心を持っている茶髪の青年。しかし、アクアによれば「純粋過ぎる」との事で、非常に騙されやすい一面を持ち、それ故にエラクゥスには闇に捕らわれやすいと危惧されている。友を守りたいという思いから力を求める傾向が強く、エラクゥスの光を絶対視する教えや、親友のヴェントゥスとアクアの光の心が強すぎる事が原因で、彼の心の闇は次第に浮き彫りになっていったが、何度も闇に誘われそうになりながらも心の闇を制する方法を求めている。

## 各シリーズでのテラ

### キングダムハーツ バースバイスリープ
主人公の一人として登場。キーブレードマスターの試験をアクアと共に受けるが、彼女との模擬戦で追い詰められた際に闇の力を発現しかけた為、心の闇が制御できていないとの事で落選。落ち込む最中、突如マスター・ゼアノートに言葉をかけられ、それからすぐに失踪したゼアノート捜索とアンヴァース討伐の任務にあたる。
その最中、マレフィセントを初めとする闇の者達の干渉により苦しい思いを抱きつつ旅を進める。その中でアンヴァースの背後にいる仮面の少年の存在を知り、調査を進めて行く中でアクア・ヴェンと再会。しかし、その旅路を見てきたアクアから、「闇に近づき過ぎているのでは」と指摘され、ショックを受けたテラはその場を立ち去ってしまう。
二人と別れた後、ブライグに捕らわれたマスター・ゼアノートを救い、その際に憎しみに囚われた闇の力を使ってしまい茫然とするが、キーブレードマスターとしてマスター・ゼアノートに認められ、仮面の少年『ヴァニタス』を追って再び旅立つ。
旅の中で温かな光に導かれてデスティニーアイランドに辿り着き、そこで幼い頃のソラとリクと出会う。大事な存在を守るために強くなる事を願うリクの姿に、キーブレード使いの資質を見出したテラは、「継承の儀」をリクに行い、自身も改めて守るべき者のために戦う決意を固めた。
その後マスター・ゼアノートの導きで、激昂したエラクゥスがヴェンを抹消しようとする瞬間を目撃し、二人の間に割ってはいる。ヴェンを異空の回廊に投げ込んで逃がし、彼を守る為に闇の力を解放して師と交戦。辛くも勝利を収めて和解するが、その直後エラクゥスはマスター・ゼアノートにトドメを刺され消滅してしまう。その時、今まで起こった全てのことがゼアノートの策略であることを知り、自分の過ちを正すためにキーブレード墓場へ向かった。
キーブレード墓場での戦いでマスター・ゼアノートを追い詰めるも、その戦いで憤怒から生まれた闇の心を完全に解放してしまい、その心の闇を利用され、ゼアノートに身体を乗っ取られ、テラ＝ゼアノートとなってしまう。しかし、テラの思念は鎧に宿り、その執念によって自身の身体に憑依したテラ＝ゼアノートを撃破した。その後χブレード消滅の衝撃で墓場にいた者たちが別の世界へ飛ばされていった中、思念が宿った鎧は荒野に残り、以後「留まりし思念」として墓場に留まり続けている。
テラの身体はマスター・ゼアノートに乗っ取られたまま、レイディアントガーデンに飛ばされた。レイディアントガーデンでのテラ＝ゼアノートとテラの心を取り戻そうとするアクアとの戦いの中で、ゼアノートの中に残っていたテラの心が徐々に抵抗し始めるも、テラの心を追い出そうとゼアノートが自らをキーブレードで刺したことで、テラの身体は闇へと落ちてしまう。しかし闇に落ちていくテラを助けようと闇の中に飛び込んだアクアが、自らと引き換えに鎧とキーブレードを使ってテラを救ったことで、テラの身体は光の世界に戻っていった。
テラ＝ゼアノートは、最終的にテラとしての記憶もマスター・ゼアノートとしての記憶も失い、倒れていたところを賢者アンセムに拾われ、以後彼の弟子として過すようになった。シークレットムービーでは、記憶を失ったゼアノートの中にはマスター・ゼアノートとテラの心が同時に存在し、互いに心の主導権を争っている描写が見られた。その際に既にテラ自身の心に「他者の心」を宿していること、そして自分の心が闇に取り込まれても、心が闇そのものになろうとも、そのせいでどれだけの犠牲を払おうとも、果たしたい目的があると語っている。それと同時に、シークレットムービーにおいて「旅立ちの地」でヴェントゥスと共に「ソラ」の名を呼んでいる。

### キングダムハーツII ファイナルミックス
テラの思念が宿った鎧が『BbS』に先行し、留まりし思念として登場。かつて自分が会ったことがある2人の内1人の少年が成長した現在のキーブレードの勇者のソラを見て、継承した筈のリクではなくソラがキーブレードを持っていた事に不審に思い、彼とその仲間達を、仲間だったヴェンとアクアを苦しめ、自分の体を乗っ取ったマスター・ゼアノートの関係者と勘違いして、彼らに襲い掛かった。ソラ達との戦いに決着が着いた後、ソラの中にいるヴェントゥスの気配を感じて停止、再び異空間に留まった。
なお、その後は再び訪れても何度でも戦う事ができる。

### キングダムハーツ コーデッド
ソラの中にあった「痛みの記憶」のひとつとして、ヴェントゥスやアクアと共に登場。データのソラは彼らを見て「会った事がある気がする」と話しており、かすかながらもテラたちのことを覚えている模様。
『Re:coded』のシークレットムービーでは、王様とイェン・シッドは“ゼアノート”とマスター・ゼアノートが同一人物である事には気付いてはいるものの、テラの行方は未だに掴めていない事が判明している。また、闇の探求者アンセムとゼムナスがソラたちに敗れて消滅した事で、ゼアノートが復活する事が示唆されており、それは同時にマスター・ゼアノートと共にテラも世界に帰還する事を意味している。

### キングダム ハーツ 0.2 バース バイ スリープ -フラグメンタリー パッセージ
闇の世界を彷徨うアクアの前に幻として登場。当初は姿のみの幻影であったが、アクアの気持ちに意識が引き寄せられ、ヴェンと共に闇の世界で再生を果たす。しかしテラ自身は未だにゼアノートと心の中で争いを続けており、ついにはゼアノートの人格が表へと出てきてしまう。アクア達に襲い掛かろうとするゼアノートの人格を抑え込もうと攻防している中でアクアとヴェンは闇へと引きずり込まれてしまった。

### キングダムハーツIII
キーブレード墓場にて、ソラ達光の守護者の前に姿を現す。最初はテラの姿だったが、アクアによりテラではないと見破られるとテラ＝ゼアノートの人格が目覚め、真XIII機関の13人目として立ちふさがる。最初にヴェントゥス、次にアクセル（リア）を撃破するものの、ドナルドの「ゼタフレア」を受け倒された。これが決定打となりソラたちは闇に飲み込まれ敗北した。時間が巻き戻った敗北する前の世界では同じようにヴェントゥスに襲い掛かるも、テラの留まりし思念に阻止される。さらに戦いの中、長年テラ＝ゼアノートや闇の探求者アンセムの守護をしていた背後のハートレス（うしろの人）にテラの心が封じられていることが判明し、拘束されるヴェンとアクアを救い、ソラの協力で肉体を取り戻し、二人と再会を果たした。ソラとマスター・ゼアノートの戦いに決着がついた後は、自身の心に封印されていた師、マスター・エラクゥスの心を解放し、χブレードを渡すようマスター・ゼアノートを説得させた。その後、消え行くマスター・エラクゥスからアクアとヴェンを託された。
戦いの1年後に旅立ちの地にリクを呼び出し、すでに一人前である事を確かめるとヴェン、アクアと共に闇の世界へソラを探しに向かった。一度闇に呑まれ体を奪われた、大切な人を守る力を求めたなどリクとは共通点が多く、戦闘中の掛け合いも存在する。

## 能力
『KHIIFM』のボスキャラクターの中で屈指の強さを持ちキーブレードの変形も行える。
『BbS』の三人の主人公の中で、大きなキーブレードで敵をなぎ払う、力あふれる戦闘を得意とするパワータイプ。それ故に、一つ一つの行動に隙が目立ち、下手をすると反撃を受ける可能性が他の二人より大きいが、その分見返りも多く、与えるダメージも大きい。使える技や魔法も、彼に見合ったパワフルなものが多い。また「ダーク」の名がつく闇の力を使った技も、三人の中では彼しか使えない。

### キーブレード
ガイアベイン
留まりし思念のキーブレード。『BbS』のテラもストーリーを進める事で入手できる。
アースシェイカー
『BbS』のテラの初期キーブレード。テラ専用。ガイアベインとカラーリングが似ておりガイアベインよりも小柄である。
カオスリーパー
テラ専用のキーブレードの一つ。大型で暗みを帯びた外見をしている。『BbS』では魔法力は下がるが全キーブレード中屈指の攻撃力を持つ。
ダークバイター
テラ専用のキーブレードの一つ。暗みのある外見をしている。
アルテマウェポン
KHシリーズのキーブレード「アルテマウェポン」の一種。テラ・ヴェントゥス・アクアの3人が使用できる。
KHシリーズの過去作品の例と同じくソラやリクが使用していたアルテマウェポンとは見た目が異なる。このアルテマウェポンも『BbS』のキーブレードの中では上位の強さを持つ。

### 専用コマンドスタイル
フェイタルモード
テラの最初のコマンドスタイルでパワー重視のコマンドスタイル。
ロックブレイカー
大地のコマンドスタイル。
ダークインパルス
闇の力を解放するコマンドスタイル。

### 専用シュートロックコマンド
ソニックシャドウ
影をまとい、闇に紛れながら連続突進を繰り出すシュートロック。序盤から使用可能である。
ブラックボレー
小さな闇の弾を沢山生み出し、敵めがけて放出するシュートロック。イベントでも使われたりするため、見る機会は少し多い。なお、マスター・ゼアノートもこれとおぼしき技を回想シーンで使用している。
アルテマキャノン
テラが習得できる最強のシュートロック。キーブレードを巨大な大砲に変化させ、光の弾を放出する。光弾は炸裂すると広範囲にダメージを与え続け相手を怯ませ続ける。『KH2FM』では「留まりし思念」がこの技を使用してくる。